# 酢漿薯
酢漿薯（Oxalis tuberosa）是多年生草本植物 ，以地下块茎越冬。 这些块茎在克丘亚語称为uqa， 西班牙语稱oca或cubio，還有其他別名，例如紐西蘭山藥 。 酢漿薯在安第斯山脉中部和南部種植，以取其块茎食用。野外並未發現这种植物，但在安第斯山脈中部有四个地区發現帶有較小塊莖之酢漿草屬植物。 酢漿薯在1830年傳入歐洲，作为马铃薯的竞争植物，于1860年传入紐西兰 。
在紐西兰，酢漿薯已成为常見的蔬菜，被简称为山药或紐西蘭山藥（尽管並非真正的山藥 ）。 它有多种颜色可供选择，包括黄色，橙色，粉红色，杏色和传统红色。 

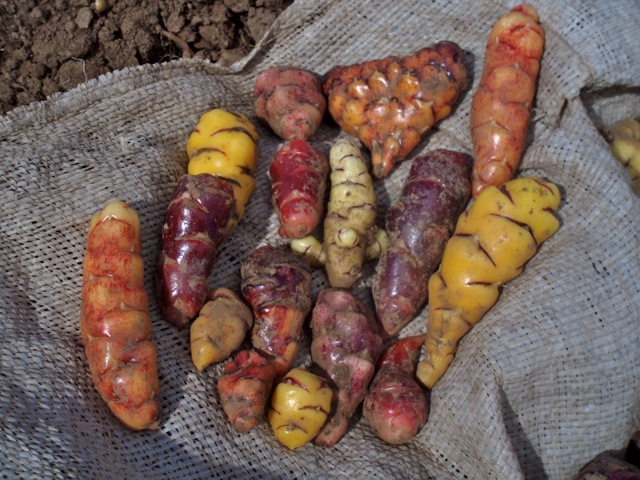
在秘鲁的農場中的酢漿薯塊莖，可見其多樣性。

## 食用
酢漿薯主要食用部位為塊莖。但葉和嫩芽也可以作为绿色蔬菜食用。 成熟的塊莖可以如同大黄一般使用。 安第斯地區有各种加工和准备块茎的方法，在墨西哥，酢漿薯可与盐，柠檬和辣椒一起食用。 风味通常略带浓烈，但不同品种之间的风味差异很大，有些根本不會酸。 未煮熟時質地松脆（如胡萝卜 ），完全煮熟後質地如同淀粉或粉状。
酢漿薯的草酸盐含量很高，集中在塊莖的皮。 不同品种之间草酸盐浓度差異甚大，安第斯地區农民依此將酢漿薯分為兩種使用。 
一种稱為酸酢漿薯，含有高量草酸。 农民將块茎加工以便儲存，在盖丘亚语中称为khaya 。 首先将块茎浸入水中约一个月。 然后在炎热晴天，寒冷夜晚下，置於室外直到完全脱水为止。  在盖丘亚语中，此用途的栽培品种在被称为khaya （干燥後之产品的名称）或p'usqu （酸/发酵）， 在艾马拉语中称为luk'i 。
另一类稱為甜酢漿薯，草酸鹽含量较低。 传统安第斯地區使用方式，是在陽光下曝曬以減少有機酸（草酸）含量，而增加甜味。 
曝曬後的酢漿薯可以水煮、烘烤或油炸。在安第斯山脉地區，它就像馬鈴薯一樣被用于炖菜和汤中，也可以用作甜點。這类品种在盖丘亚语中被称为Wayk'u （煮沸）， misk'i （甜/美味），在艾馬拉語被称为q'ini 。 
酢漿薯含有碳水化合物 ， 膳食矿物质和蛋白质 。 品种之間的营养成分差异很大。

## 種植

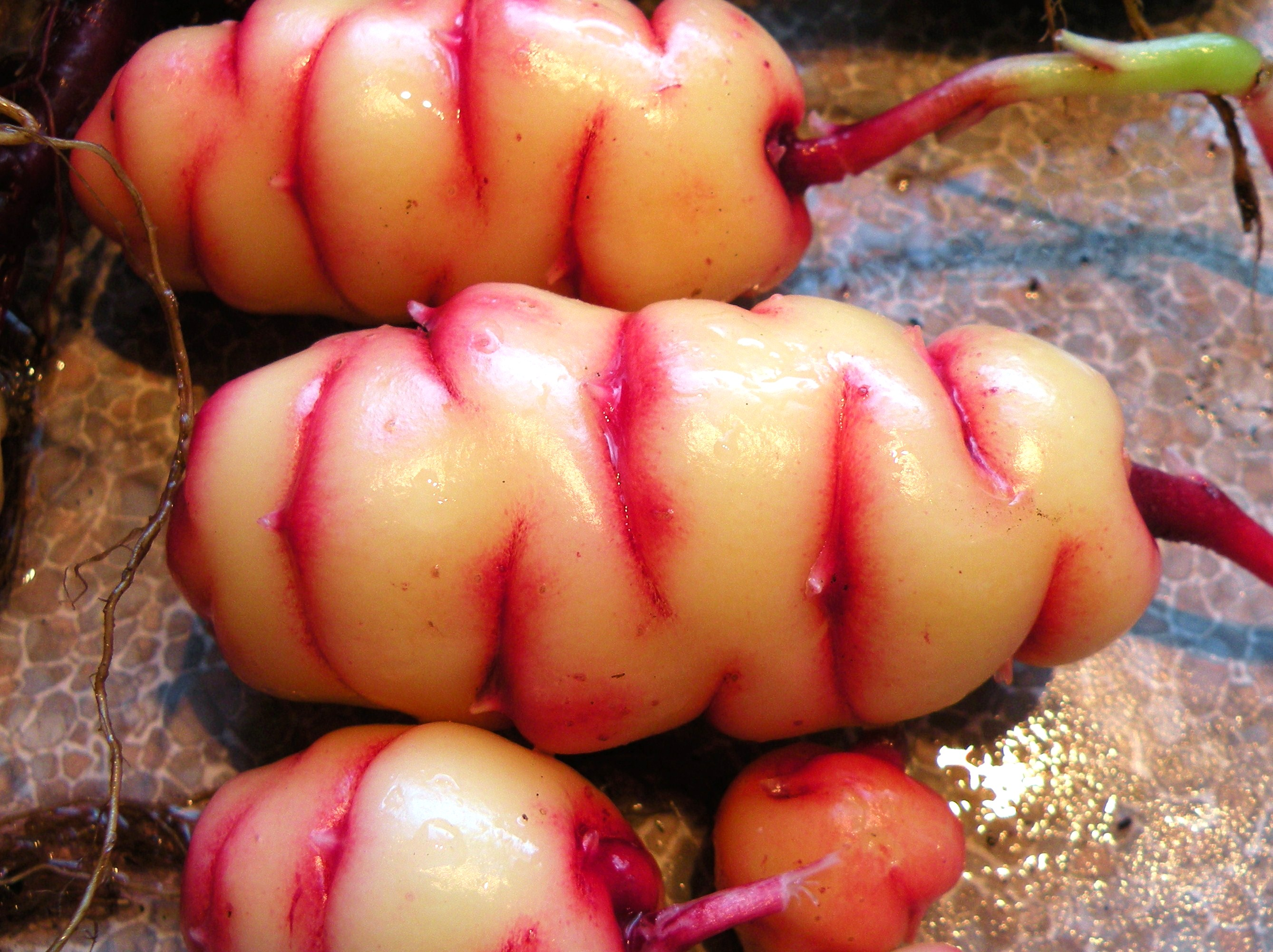
杏色 O. tuberosa的块茎

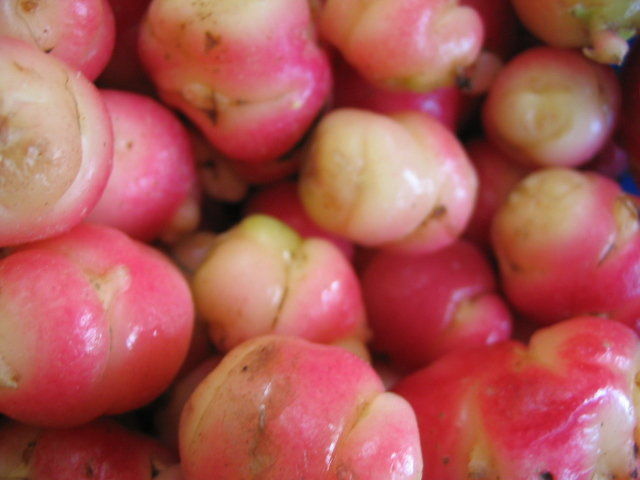
粉红O. tubercurosa 的块茎

由于易于繁殖，且能耐受貧瘠的土壤，高海拔地区和恶劣的气候，因此酢漿薯是安第斯高地的重要主食作物之一。

## 分布
本物種原生於阿根廷西北方、玻利維亞、哥倫比亞、厄瓜多、祕魯。並為委內瑞拉所引入栽植。

## 種下分類元
- Oxalis tuberosa subsp. unduavensis (Rusby) Lourteig

## 同物異名
- Acetosella crassicaulis (Zucc.) Kuntze
- Acetosella crenata (Jacq.) Kuntze
- Acetosella tuberosa (Molina) Kuntze
- Oxalis aracatcha Zucc.
- Oxalis arracacha G.Don
- Oxalis chicligastensis R.Knuth
- Oxalis crassicaulis Zucc.
- Oxalis crenata Jacq.
- Oxalis melilotoides var. argentina Griseb.
- Xanthoxalis crassicaulis (Zucc.) Small
- Xanthoxalis tuberosa (Molina) Holub